# Beauchamp, Val-d'Oise
Beauchamp este o comună franceză, situată în departamentul Val-d'Oise, în regiunea Île-de-France.

## Geografie
Beauchamp este un oraș din valea Montmorency, la 20 km nord-vest de Paris și la 8 km sud-est de Pontoise.

### Comune limitrofe
|            | Bessancourt             | Taverny      |
| Pierrelaye |                         |              |
|            | Montigny-lès-Cormeilles | Franconville |

### Căi de comunicație și transport
Beauchamp este deservit de drumul Jules-César și este ușor accesibil prin autostrada A115.
Comuna este deservită de gara Montigny-Beauchamp de pe linia Gara Paris-Nord - Gara Pontoise (Transilien Paris-Nord - linia H) și de pe linia C a RER (Rețeaua Expres Regională).

### Climă
În 2010, clima comunei este de tipul climatului oceanic degradat al câmpiilor din Centru și Nord, conform unui studiu al Centrului Național de Cercetare Științifică (CNRS) pe baza unui set de date care acoperă perioada 1971-2000 bazat pe o serie de date din perioada 1971-2000. În 2020, Météo-France a publicat o tipologie a climatului pentru Franța metropolitană, în care comuna este expusă unui climat oceanic și se află în regiunea climatică Sud-vest a bazinului Parisian, caracterizată printr-o ploaie redusă, în special primăvara (120-150 mm) și un iarnă rece (3,5 °C).
Pentru perioada 1971-2000, temperatura anuală medie este de 11 °C, cu o amplitudine termică anuală de 14,6 °C. Cumulul anual mediu de precipitații este de 676 mm, cu 10,8 zile de precipitații în ianuarie și 7,7 zile în iulie. Pentru perioada 1991-2020, temperatura medie anuală observată la stația meteorologică Météo-France cea mai apropiată, situată în comuna Pontoise la 8 km distanță, este de 12,5 °C, iar cumulul anual mediu de precipitații este de 666,7 mm.
Parametrii climatici ai comunei au fost estimați pentru mijlocul secolului (2041-2070) conform diferitelor scenarii de emisie de gaze cu efect de seră, bazate pe noile proiecții climatice de referință DRIAS-2020. Aceștia pot fi consultați pe un site dedicat publicat de Météo-France în noiembrie 2022.

## Urbanism

### Tipologie
La 1 ianuarie 2024, Beauchamp este clasificată ca mare centru urban, conform noii grile comunale de densitate cu șapte niveluri definită de INSEE (Institutul Național de Statistică și Studii Economice) în 2022. Aceasta aparține unității urbane a Parisului, o aglomerație inter-departamentală care cuprinde 407 comune, dintre care face parte ca o comună din suburbii. În plus, comuna face parte din aria metropolitană a Parisului, fiind una dintre comunele de la periferie, această zonă reunind 1.929 de comune.

### Utilizarea terenului
În 2017, teritoriul comunei era compus din 13,37% spații agricole, forestiere și naturale, 6,03% spații deschise artificializate și 80,59% spații construite artificializate.

### Toponimie
Numele provine poate din latinescul "belli campus", însemnând "câmp de luptă".
Cu toate acestea, semnificația "câmp frumos" este mult mai probabilă, cu "champ" folosit în sensul de "zonă rurală", deci "zonă rurală frumoasă". Provine din latinescul "bellus" ("frumos, bun") și "campus" ("zonă rurală, câmp").
"Beauchamps" este forma indicată pe harta Cassini în secolul al XVIII-lea.

## Istorie
Comuna a fost înființată în 1922 dintr-un cătun, prin desprinderea de comunele Pierrelaye, Montigny-lès-Cormeilles și, pentru 8/10 din teritoriul său, Taverny. Înainte de această dată, istoria sa este legată de cea a orașului Taverny.
Beauchamp este situat de-a lungul drumului Jules-César, drum roman care lega Lutetia (Paris) de Lillebonne. Săpături efectuate în 1971 și 1972 în apropierea comunei au permis descoperirea fundațiilor unor clădiri galo-romane cu un puț, țigle romane, vase și ceramică, monede etc.
Cătunul Beauchamps s-a dezvoltat în principal după sosirea căii ferate și deschiderea gării Montigny - Beauchamp în 1846, numită inițial „Montigny-Herblay”. Încă din 1904, populația cătunului a cerut autonomia; a fost ridicat la rang de comună în 1922 datorită acțiunii lui Camille Fouinat, consilier municipal al orașului Taverny, pierzându-și pe parcurs litera „s” finală.

## Populația și societatea

### Date demografice
Evoluția numărului de locuitori este cunoscută prin recensămintele populației efectuate în comună începând din 1926. Pentru comunele cu mai puțin de 10 000 de locuitori, un recensământ al întregii populații este realizat la fiecare cinci ani, populațiile legale pentru anii intermediari fiind estimate prin interpolare sau extrapolare.
În 2022, comuna număra 9 506 locuitori, în creștere cu +9,38 % față de 2016 (Val-d'Oise: +4 %, Franța fără Mayotte: +2,11 %).
| An        | 1926  | 1936  | 1962  | 1982  | 2006  | 2014  | 2022  |
| --------- | ----- | ----- | ----- | ----- | ----- | ----- | ----- |
| Populație | 2 178 | 3 821 | 5 662 | 8 319 | 8 869 | 8 733 | 9 506 |

## Cultură locală și patrimoniu

### Locuri și monumente

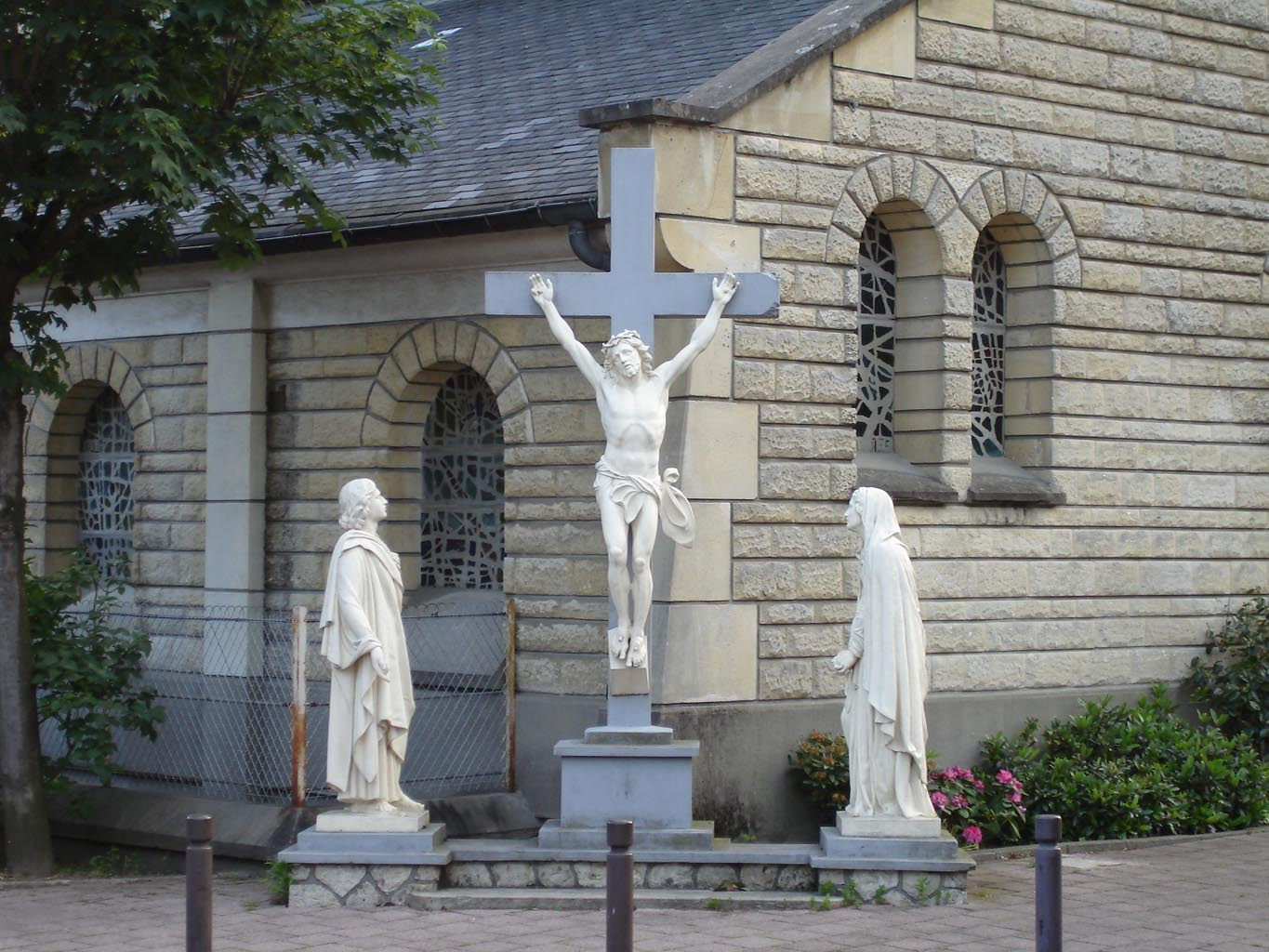
Calvarul bisericii Notre-Dame.

- Biserica Notre-Dame: Provine dintr-o capelă, inaugurată în martie 1908, apoi extinsă considerabil în 1958 după planurile lui Marcel Faure, arhitect local, și din nou în 1969 prin adăugarea unui culoar lateral nordic. În 2006, au fost instalate vitralii noi în cor[27].
- Calvar lângă biserică: două statui ale Sfintei Fecioare și ale Sfântului Ioan au fost livrate pentru construcția bisericii în vederea decorării acesteia. Dar, fiind incomode în timpul șantierului, prima a fost îngropată în apropierea șantierului, iar cealaltă a fost depozitată într-o proprietate a capelanului spitalului Beaujon. Căzute în uitare, statuile au fost redescoperite întâmplător în 1953. Preotul de atunci a decis construirea unui calvar format din aceste două statui[27].
- Biblioteca Joseph-Kessel.
- Vila Les Pelouses.
- Castelul La Chesnaie.
- Monumentul eroilor.
- Piața acoperită, sala de festivități și grupul școlar Paul-Bert: aceste trei clădiri publice din cărămidă în două culori au fost construite în 1933/1934 de același antreprenor, Émile Bertrand, și de același arhitect, Marcel Faure[27].